# Путилівський (автовокзал)
Путилівський автовокзал — колишній один з автовокзалів міста Донецька, який розташовувався на північній околиці міста, у Київському районі.

## Історія
У травні 2011 року замість автовокзалу «Путилівський» розпочав роботу автовокзал «Західний». На території автовокзалу був зведений новий термінал міжнародного аеропорту «Донецьк» для VIP-пасажирів.

## Пасажирське сполучення
З Путилівського автовокзалу вирушали автобуси у північному напрямку Донецької області, а також до Києва, Харкова, Кропивницького, Луганська, Кам'янця-Подільського, Дніпра, Умані, Запоріжжя та інших міст України.